# Kan’onji
Kan’onji (jap. 観音寺市 Kan’onji-shi) – miasto portowe w Japonii, w prefekturze Kagawa, na wyspie Sikoku.
Miasto zostało założone 11 października 2005 roku przez połączenie miasteczek Ōnohara i Toyohama z powiatu Mitoyo.

## Populacja
Zmiany w populacji Kan’onji w latach 1970–2015:
| Rok  | Populacja |
| ---- | --------- |
| 1970 | 66 653    |
| 1975 | 67 420    |
| 1980 | 68 435    |
| 1985 | 69 308    |
| 1990 | 68 436    |
| 1995 | 67 542    |
| 2000 | 66 555    |
| 2005 | 65 226    |
| 2010 | 62 690    |
| 2015 | 59 444    |

## Miasta partnerskie
- Kusatsu
- Makkari
- Appleton
- Jimo